# Pierre-Henri Tavoillot
Pierre-Henri Tavoillot, né le 24 mai 1965 à Saint-Étienne est un philosophe et universitaire français. Maître de conférences en philosophie à la faculté des lettres de Sorbonne Université, président du Collège de philosophie et codirecteur de la collection « Nouveau collège de philosophie » chez Grasset.
À partir de la seconde moitié des années 2010, Tavoillot prend de nombreuses positions politiques, notamment en diffusant le concept de « wokisme » et en théorisant celui d'« islamo-gauchisme ».

## Biographie
Fils d'un enseignant de lettres classiques, Henri Tavoillot (1920-1997), Pierre-Henri Tavoillot est d'origine stéphanoise. Après des études d'histoire et de science politique, il obtient l'agrégation de philosophie en 1992 et soutient un doctorat à l'université Paris-Sorbonne en 1996 sur le sujet « Kant et la querelle des Lumières : le Pantheismusstreit et le destin du rationalisme ».
Ses travaux portent sur la philosophie des Lumières, l'éthique et la philosophie politique contemporaine, notamment sur les questions éducatives, les âges de la vie et l'art de gouverner. Il a aussi écrit avec son frère François Tavoillot, apiculteur, un ouvrage recensant les différentes idées philosophiques inspirées ou symbolisées par les abeilles. L'ouvrage, traduit en chinois, a été sélectionné pour le prix Fu-Lei 2018. Il a également été traduit en espagnol, coréen et portugais.
Il est membre du Conseil national des programmes (1994-2004) et conseiller au cabinet du ministre de l'Éducation nationale Jack Lang (2000-2002). Il est membre du Conseil d'analyse de la société de 2004 à 2013.
En 2018, il crée à Sorbonne-Université le diplôme universitaire (DU) « Référent laïcité : gestion du fait religieux », destiné à des professionnels en exercice (fonction publique, élus, associations, entreprises),. Depuis septembre 2023, il est référent laïcité de la Région Île-de-France,.
Depuis septembre 2022, il est chroniqueur régulier dans l'émission Ça vous regarde, animée par Myriam Encaoua sur La Chaîne Parlementaire. Depuis septembre 2023, il est intervenant régulier pour la matinale de France Inter en débat avec le philosophe Michaël Fœssel.

## Positionnement
Selon le politologue Philippe Raynaud, Pierre-Henri Tavoillot est un des théoriciens du concept d'« islamo-gauchisme ». En 2021, il déclare que « la gauche est une religion, pas une politique », « qu’être de gauche, c’est aimer la gauche plus que la France et être de droite, c’est aimer la France plus que la droite » ; il se définit alors comme « libéral social et républicain ».
En janvier 2022, il co-organise un colloque à la Sorbonne, avec le soutien de Jean-Michel Blanquer, intitulé « Après la déconstruction : reconstruire les sciences et la culture »,  Les actes de ce colloque (une soixantaine de contributions) sont parus en mars 2023 aux éditions Odile Jacob sous le titre « Après la déconstruction : L'université au défi des idéologies ».
Arrêt sur images considère en 2023 qu'il est un philosophe médiatique dont les discours sont proches de ceux de l'extrême droite. En 2024, Roger-Pol Droit explique qu'il peut être perçu par certains comme « réactionnaire » en dénonçant « la complaisance envers l’islamisme, le racisme « antiraciste », les dérives du « wokisme » », mais que son analyse de notre présent donne « matière à réfléchir et à débattre ».

## Publications

### Ouvrages
- Le Crépuscule des Lumières (Paris, Éditions du Cerf, 1995)
- Histoire de la philosophie politique, sous la direction d’Alain Renaut et en coordination avec Patrick Savidan (cinq volumes - Paris, Calmann-Lévy, 1999)
- Comprendre (no 3) : les hommes politiques, dir. en collaboration avec Évelyne Pisier (Paris, Presses universitaires de France, 2002)
- Le Développement durable de la personne : pour une nouvelle politique des âges de la vie, en collab. avec Éric Deschavanne (Paris, La Documentation française, 2006)
- Philosophie des âges de la vie : Pourquoi grandir ? Pourquoi vieillir ?  (avec Éric Deschavanne), Paris, Grasset, 2007, réédité chez Hachette, collection Pluriel en 2000 — Prix François Furet 2007
- Qui doit gouverner ? Une brève histoire de l'autorité, Paris, Grasset, 2011[24]
- Les femmes sont des adultes comme les autres (Paris, Éditions de l'Aube, 2011)
- Tous paranos ? Pourquoi nous aimons tant les complots…, avec Laurent Bazin (Paris, Éditions de l'Aube, 2012)
- Petit almanach du sens de la vie (Paris, Le Livre de poche, 2013)
- Faire ou ne pas faire son âge (Paris, Éditions de l'Aube, 2014)
- L'Abeille (et le) philosophe : étonnant voyage dans la ruche des sages, avec François Tavoillot (Paris, Odile Jacob, 2015)
- La guerre des générations aura-t-elle lieu ?, avec Serge Guérin, Paris, Calmann-Lévy, 2017
- De mieux en mieux ET de pire en pire. Chroniques hyper modernes, Paris, Odile Jacob, 2017
- Comment gouverner un peuple roi ? Traité nouveau d'art politique, Paris, Odile Jacob, 2019[25], prix du livre politique des députés
- La Morale de cette histoire. Guide éthique pour temps incertains, Paris, Michel Lafon, 2020
- Voulons-nous encore vivre ensemble ?, Paris, Odile Jacob, 2024[26],[27]

### Livres audio
- Introduction à la philosophie politique : les métamorphoses de l'autorité (4 disques compacts audio ; durée : 4 h 56 min), Frémeaux & Associés, mars 2012
- Le Sens des âges : une nouvelle philosophie des âges de la vie (3 disques compacts audio ; durée : 3 h 35 min), Frémeaux & Associés, juillet 2012
- La Peur du point de vue philosophique (3 disques compacts audio ; durée : 3 h 34 min), Frémeaux & Associés, mai 2018